# Conodon nobilis
Conodon nobilis är en fiskart som först beskrevs av Carl von Linné 1758.  Conodon nobilis ingår i släktet Conodon och familjen Haemulidae. Inga underarter finns listade i Catalogue of Life.